# 라성염
라성염(羅盛炎, 634년 ~ 712년) 또는 라성(羅盛)은 대몽국의 제 2대 국왕이다. 묘호는 세종(世宗). 시호는 흥종왕(興宗王)이다. 아버지 세노라가 죽자 674년에 즉위하여 712년에 죽었다.

## 생애
634년, 아버지 세노라의 아들로 태어났다. 653년, 육조중 하나인 몽수(蒙嶲)가 공격해오자 구원군을 청하기 위해 사신으로 당나라에 파견된다. 이에, 당나라는 요주 총관 이의원(李義援)을 파견하여 대몽국을 구원했다. 673년에 아들 성라피를 얻자, 라성염이 크게 기뻐하여 "내게 또 아들이 생겼으니 비록 당나라 땅에서 죽더라도 좋다"라고 말하기도 하였다. 라성염은 실제로 712년, 장안에 가있을 때 서거하고 만다. 674년, 즉위하여 장건성(張建成)을 재상으로 삼아 나라를 다스렸다. 675년, 요주만(姚州蠻)이 반란을 일으켜 토번에 항복하자 당은 어사(御史) 이지고(李知古)에게 토벌하게 하였다. 그 후, 712년에 서거하여 아들 염각이 왕위에 올랐다.

## 참고 문헌
- 신당서(新唐書)
- 증정남조야사(增訂南詔野史)